# 17 octombrie
ianuarie • februarie • martie  • aprilie  • mai  • iunie  • iulie  • august  • septembrie  • octombrie  • noiembrie  • decembrie
17 octombrie este a 290-a zi a calendarului gregorian și a 291-a zi în anii bisecți. Mai sunt 75 de zile până la sfârșitul anului.

## Evenimente
|   | a | b | c | d | e | f | g | h |   |
| 8 | a8 black rook · b8 black knight · c8 black bishop · d8 black queen · f8 black rook · g8 black king · a7 black pawn · b7 black pawn · c7 black pawn · e7 black pawn · f7 black pawn · g7 black bishop · h7 black pawn · f6 black knight · g6 black pawn · d5 black pawn · c4 white pawn · d4 white pawn · f4 white bishop · c3 white knight · f3 white knight · a2 white pawn · b2 white pawn · e2 white pawn · f2 white pawn · g2 white pawn · h2 white pawn · a1 white rook · d1 white queen · e1 white king · f1 white bishop · h1 white rook | a8 black rook · b8 black knight · c8 black bishop · d8 black queen · f8 black rook · g8 black king · a7 black pawn · b7 black pawn · c7 black pawn · e7 black pawn · f7 black pawn · g7 black bishop · h7 black pawn · f6 black knight · g6 black pawn · d5 black pawn · c4 white pawn · d4 white pawn · f4 white bishop · c3 white knight · f3 white knight · a2 white pawn · b2 white pawn · e2 white pawn · f2 white pawn · g2 white pawn · h2 white pawn · a1 white rook · d1 white queen · e1 white king · f1 white bishop · h1 white rook | a8 black rook · b8 black knight · c8 black bishop · d8 black queen · f8 black rook · g8 black king · a7 black pawn · b7 black pawn · c7 black pawn · e7 black pawn · f7 black pawn · g7 black bishop · h7 black pawn · f6 black knight · g6 black pawn · d5 black pawn · c4 white pawn · d4 white pawn · f4 white bishop · c3 white knight · f3 white knight · a2 white pawn · b2 white pawn · e2 white pawn · f2 white pawn · g2 white pawn · h2 white pawn · a1 white rook · d1 white queen · e1 white king · f1 white bishop · h1 white rook | a8 black rook · b8 black knight · c8 black bishop · d8 black queen · f8 black rook · g8 black king · a7 black pawn · b7 black pawn · c7 black pawn · e7 black pawn · f7 black pawn · g7 black bishop · h7 black pawn · f6 black knight · g6 black pawn · d5 black pawn · c4 white pawn · d4 white pawn · f4 white bishop · c3 white knight · f3 white knight · a2 white pawn · b2 white pawn · e2 white pawn · f2 white pawn · g2 white pawn · h2 white pawn · a1 white rook · d1 white queen · e1 white king · f1 white bishop · h1 white rook | a8 black rook · b8 black knight · c8 black bishop · d8 black queen · f8 black rook · g8 black king · a7 black pawn · b7 black pawn · c7 black pawn · e7 black pawn · f7 black pawn · g7 black bishop · h7 black pawn · f6 black knight · g6 black pawn · d5 black pawn · c4 white pawn · d4 white pawn · f4 white bishop · c3 white knight · f3 white knight · a2 white pawn · b2 white pawn · e2 white pawn · f2 white pawn · g2 white pawn · h2 white pawn · a1 white rook · d1 white queen · e1 white king · f1 white bishop · h1 white rook | a8 black rook · b8 black knight · c8 black bishop · d8 black queen · f8 black rook · g8 black king · a7 black pawn · b7 black pawn · c7 black pawn · e7 black pawn · f7 black pawn · g7 black bishop · h7 black pawn · f6 black knight · g6 black pawn · d5 black pawn · c4 white pawn · d4 white pawn · f4 white bishop · c3 white knight · f3 white knight · a2 white pawn · b2 white pawn · e2 white pawn · f2 white pawn · g2 white pawn · h2 white pawn · a1 white rook · d1 white queen · e1 white king · f1 white bishop · h1 white rook | a8 black rook · b8 black knight · c8 black bishop · d8 black queen · f8 black rook · g8 black king · a7 black pawn · b7 black pawn · c7 black pawn · e7 black pawn · f7 black pawn · g7 black bishop · h7 black pawn · f6 black knight · g6 black pawn · d5 black pawn · c4 white pawn · d4 white pawn · f4 white bishop · c3 white knight · f3 white knight · a2 white pawn · b2 white pawn · e2 white pawn · f2 white pawn · g2 white pawn · h2 white pawn · a1 white rook · d1 white queen · e1 white king · f1 white bishop · h1 white rook | a8 black rook · b8 black knight · c8 black bishop · d8 black queen · f8 black rook · g8 black king · a7 black pawn · b7 black pawn · c7 black pawn · e7 black pawn · f7 black pawn · g7 black bishop · h7 black pawn · f6 black knight · g6 black pawn · d5 black pawn · c4 white pawn · d4 white pawn · f4 white bishop · c3 white knight · f3 white knight · a2 white pawn · b2 white pawn · e2 white pawn · f2 white pawn · g2 white pawn · h2 white pawn · a1 white rook · d1 white queen · e1 white king · f1 white bishop · h1 white rook | 8 |
| 7 | a8 black rook · b8 black knight · c8 black bishop · d8 black queen · f8 black rook · g8 black king · a7 black pawn · b7 black pawn · c7 black pawn · e7 black pawn · f7 black pawn · g7 black bishop · h7 black pawn · f6 black knight · g6 black pawn · d5 black pawn · c4 white pawn · d4 white pawn · f4 white bishop · c3 white knight · f3 white knight · a2 white pawn · b2 white pawn · e2 white pawn · f2 white pawn · g2 white pawn · h2 white pawn · a1 white rook · d1 white queen · e1 white king · f1 white bishop · h1 white rook | a8 black rook · b8 black knight · c8 black bishop · d8 black queen · f8 black rook · g8 black king · a7 black pawn · b7 black pawn · c7 black pawn · e7 black pawn · f7 black pawn · g7 black bishop · h7 black pawn · f6 black knight · g6 black pawn · d5 black pawn · c4 white pawn · d4 white pawn · f4 white bishop · c3 white knight · f3 white knight · a2 white pawn · b2 white pawn · e2 white pawn · f2 white pawn · g2 white pawn · h2 white pawn · a1 white rook · d1 white queen · e1 white king · f1 white bishop · h1 white rook | a8 black rook · b8 black knight · c8 black bishop · d8 black queen · f8 black rook · g8 black king · a7 black pawn · b7 black pawn · c7 black pawn · e7 black pawn · f7 black pawn · g7 black bishop · h7 black pawn · f6 black knight · g6 black pawn · d5 black pawn · c4 white pawn · d4 white pawn · f4 white bishop · c3 white knight · f3 white knight · a2 white pawn · b2 white pawn · e2 white pawn · f2 white pawn · g2 white pawn · h2 white pawn · a1 white rook · d1 white queen · e1 white king · f1 white bishop · h1 white rook | a8 black rook · b8 black knight · c8 black bishop · d8 black queen · f8 black rook · g8 black king · a7 black pawn · b7 black pawn · c7 black pawn · e7 black pawn · f7 black pawn · g7 black bishop · h7 black pawn · f6 black knight · g6 black pawn · d5 black pawn · c4 white pawn · d4 white pawn · f4 white bishop · c3 white knight · f3 white knight · a2 white pawn · b2 white pawn · e2 white pawn · f2 white pawn · g2 white pawn · h2 white pawn · a1 white rook · d1 white queen · e1 white king · f1 white bishop · h1 white rook | a8 black rook · b8 black knight · c8 black bishop · d8 black queen · f8 black rook · g8 black king · a7 black pawn · b7 black pawn · c7 black pawn · e7 black pawn · f7 black pawn · g7 black bishop · h7 black pawn · f6 black knight · g6 black pawn · d5 black pawn · c4 white pawn · d4 white pawn · f4 white bishop · c3 white knight · f3 white knight · a2 white pawn · b2 white pawn · e2 white pawn · f2 white pawn · g2 white pawn · h2 white pawn · a1 white rook · d1 white queen · e1 white king · f1 white bishop · h1 white rook | a8 black rook · b8 black knight · c8 black bishop · d8 black queen · f8 black rook · g8 black king · a7 black pawn · b7 black pawn · c7 black pawn · e7 black pawn · f7 black pawn · g7 black bishop · h7 black pawn · f6 black knight · g6 black pawn · d5 black pawn · c4 white pawn · d4 white pawn · f4 white bishop · c3 white knight · f3 white knight · a2 white pawn · b2 white pawn · e2 white pawn · f2 white pawn · g2 white pawn · h2 white pawn · a1 white rook · d1 white queen · e1 white king · f1 white bishop · h1 white rook | a8 black rook · b8 black knight · c8 black bishop · d8 black queen · f8 black rook · g8 black king · a7 black pawn · b7 black pawn · c7 black pawn · e7 black pawn · f7 black pawn · g7 black bishop · h7 black pawn · f6 black knight · g6 black pawn · d5 black pawn · c4 white pawn · d4 white pawn · f4 white bishop · c3 white knight · f3 white knight · a2 white pawn · b2 white pawn · e2 white pawn · f2 white pawn · g2 white pawn · h2 white pawn · a1 white rook · d1 white queen · e1 white king · f1 white bishop · h1 white rook | a8 black rook · b8 black knight · c8 black bishop · d8 black queen · f8 black rook · g8 black king · a7 black pawn · b7 black pawn · c7 black pawn · e7 black pawn · f7 black pawn · g7 black bishop · h7 black pawn · f6 black knight · g6 black pawn · d5 black pawn · c4 white pawn · d4 white pawn · f4 white bishop · c3 white knight · f3 white knight · a2 white pawn · b2 white pawn · e2 white pawn · f2 white pawn · g2 white pawn · h2 white pawn · a1 white rook · d1 white queen · e1 white king · f1 white bishop · h1 white rook | 7 |
| 6 | a8 black rook · b8 black knight · c8 black bishop · d8 black queen · f8 black rook · g8 black king · a7 black pawn · b7 black pawn · c7 black pawn · e7 black pawn · f7 black pawn · g7 black bishop · h7 black pawn · f6 black knight · g6 black pawn · d5 black pawn · c4 white pawn · d4 white pawn · f4 white bishop · c3 white knight · f3 white knight · a2 white pawn · b2 white pawn · e2 white pawn · f2 white pawn · g2 white pawn · h2 white pawn · a1 white rook · d1 white queen · e1 white king · f1 white bishop · h1 white rook | a8 black rook · b8 black knight · c8 black bishop · d8 black queen · f8 black rook · g8 black king · a7 black pawn · b7 black pawn · c7 black pawn · e7 black pawn · f7 black pawn · g7 black bishop · h7 black pawn · f6 black knight · g6 black pawn · d5 black pawn · c4 white pawn · d4 white pawn · f4 white bishop · c3 white knight · f3 white knight · a2 white pawn · b2 white pawn · e2 white pawn · f2 white pawn · g2 white pawn · h2 white pawn · a1 white rook · d1 white queen · e1 white king · f1 white bishop · h1 white rook | a8 black rook · b8 black knight · c8 black bishop · d8 black queen · f8 black rook · g8 black king · a7 black pawn · b7 black pawn · c7 black pawn · e7 black pawn · f7 black pawn · g7 black bishop · h7 black pawn · f6 black knight · g6 black pawn · d5 black pawn · c4 white pawn · d4 white pawn · f4 white bishop · c3 white knight · f3 white knight · a2 white pawn · b2 white pawn · e2 white pawn · f2 white pawn · g2 white pawn · h2 white pawn · a1 white rook · d1 white queen · e1 white king · f1 white bishop · h1 white rook | a8 black rook · b8 black knight · c8 black bishop · d8 black queen · f8 black rook · g8 black king · a7 black pawn · b7 black pawn · c7 black pawn · e7 black pawn · f7 black pawn · g7 black bishop · h7 black pawn · f6 black knight · g6 black pawn · d5 black pawn · c4 white pawn · d4 white pawn · f4 white bishop · c3 white knight · f3 white knight · a2 white pawn · b2 white pawn · e2 white pawn · f2 white pawn · g2 white pawn · h2 white pawn · a1 white rook · d1 white queen · e1 white king · f1 white bishop · h1 white rook | a8 black rook · b8 black knight · c8 black bishop · d8 black queen · f8 black rook · g8 black king · a7 black pawn · b7 black pawn · c7 black pawn · e7 black pawn · f7 black pawn · g7 black bishop · h7 black pawn · f6 black knight · g6 black pawn · d5 black pawn · c4 white pawn · d4 white pawn · f4 white bishop · c3 white knight · f3 white knight · a2 white pawn · b2 white pawn · e2 white pawn · f2 white pawn · g2 white pawn · h2 white pawn · a1 white rook · d1 white queen · e1 white king · f1 white bishop · h1 white rook | a8 black rook · b8 black knight · c8 black bishop · d8 black queen · f8 black rook · g8 black king · a7 black pawn · b7 black pawn · c7 black pawn · e7 black pawn · f7 black pawn · g7 black bishop · h7 black pawn · f6 black knight · g6 black pawn · d5 black pawn · c4 white pawn · d4 white pawn · f4 white bishop · c3 white knight · f3 white knight · a2 white pawn · b2 white pawn · e2 white pawn · f2 white pawn · g2 white pawn · h2 white pawn · a1 white rook · d1 white queen · e1 white king · f1 white bishop · h1 white rook | a8 black rook · b8 black knight · c8 black bishop · d8 black queen · f8 black rook · g8 black king · a7 black pawn · b7 black pawn · c7 black pawn · e7 black pawn · f7 black pawn · g7 black bishop · h7 black pawn · f6 black knight · g6 black pawn · d5 black pawn · c4 white pawn · d4 white pawn · f4 white bishop · c3 white knight · f3 white knight · a2 white pawn · b2 white pawn · e2 white pawn · f2 white pawn · g2 white pawn · h2 white pawn · a1 white rook · d1 white queen · e1 white king · f1 white bishop · h1 white rook | a8 black rook · b8 black knight · c8 black bishop · d8 black queen · f8 black rook · g8 black king · a7 black pawn · b7 black pawn · c7 black pawn · e7 black pawn · f7 black pawn · g7 black bishop · h7 black pawn · f6 black knight · g6 black pawn · d5 black pawn · c4 white pawn · d4 white pawn · f4 white bishop · c3 white knight · f3 white knight · a2 white pawn · b2 white pawn · e2 white pawn · f2 white pawn · g2 white pawn · h2 white pawn · a1 white rook · d1 white queen · e1 white king · f1 white bishop · h1 white rook | 6 |
| 5 | a8 black rook · b8 black knight · c8 black bishop · d8 black queen · f8 black rook · g8 black king · a7 black pawn · b7 black pawn · c7 black pawn · e7 black pawn · f7 black pawn · g7 black bishop · h7 black pawn · f6 black knight · g6 black pawn · d5 black pawn · c4 white pawn · d4 white pawn · f4 white bishop · c3 white knight · f3 white knight · a2 white pawn · b2 white pawn · e2 white pawn · f2 white pawn · g2 white pawn · h2 white pawn · a1 white rook · d1 white queen · e1 white king · f1 white bishop · h1 white rook | a8 black rook · b8 black knight · c8 black bishop · d8 black queen · f8 black rook · g8 black king · a7 black pawn · b7 black pawn · c7 black pawn · e7 black pawn · f7 black pawn · g7 black bishop · h7 black pawn · f6 black knight · g6 black pawn · d5 black pawn · c4 white pawn · d4 white pawn · f4 white bishop · c3 white knight · f3 white knight · a2 white pawn · b2 white pawn · e2 white pawn · f2 white pawn · g2 white pawn · h2 white pawn · a1 white rook · d1 white queen · e1 white king · f1 white bishop · h1 white rook | a8 black rook · b8 black knight · c8 black bishop · d8 black queen · f8 black rook · g8 black king · a7 black pawn · b7 black pawn · c7 black pawn · e7 black pawn · f7 black pawn · g7 black bishop · h7 black pawn · f6 black knight · g6 black pawn · d5 black pawn · c4 white pawn · d4 white pawn · f4 white bishop · c3 white knight · f3 white knight · a2 white pawn · b2 white pawn · e2 white pawn · f2 white pawn · g2 white pawn · h2 white pawn · a1 white rook · d1 white queen · e1 white king · f1 white bishop · h1 white rook | a8 black rook · b8 black knight · c8 black bishop · d8 black queen · f8 black rook · g8 black king · a7 black pawn · b7 black pawn · c7 black pawn · e7 black pawn · f7 black pawn · g7 black bishop · h7 black pawn · f6 black knight · g6 black pawn · d5 black pawn · c4 white pawn · d4 white pawn · f4 white bishop · c3 white knight · f3 white knight · a2 white pawn · b2 white pawn · e2 white pawn · f2 white pawn · g2 white pawn · h2 white pawn · a1 white rook · d1 white queen · e1 white king · f1 white bishop · h1 white rook | a8 black rook · b8 black knight · c8 black bishop · d8 black queen · f8 black rook · g8 black king · a7 black pawn · b7 black pawn · c7 black pawn · e7 black pawn · f7 black pawn · g7 black bishop · h7 black pawn · f6 black knight · g6 black pawn · d5 black pawn · c4 white pawn · d4 white pawn · f4 white bishop · c3 white knight · f3 white knight · a2 white pawn · b2 white pawn · e2 white pawn · f2 white pawn · g2 white pawn · h2 white pawn · a1 white rook · d1 white queen · e1 white king · f1 white bishop · h1 white rook | a8 black rook · b8 black knight · c8 black bishop · d8 black queen · f8 black rook · g8 black king · a7 black pawn · b7 black pawn · c7 black pawn · e7 black pawn · f7 black pawn · g7 black bishop · h7 black pawn · f6 black knight · g6 black pawn · d5 black pawn · c4 white pawn · d4 white pawn · f4 white bishop · c3 white knight · f3 white knight · a2 white pawn · b2 white pawn · e2 white pawn · f2 white pawn · g2 white pawn · h2 white pawn · a1 white rook · d1 white queen · e1 white king · f1 white bishop · h1 white rook | a8 black rook · b8 black knight · c8 black bishop · d8 black queen · f8 black rook · g8 black king · a7 black pawn · b7 black pawn · c7 black pawn · e7 black pawn · f7 black pawn · g7 black bishop · h7 black pawn · f6 black knight · g6 black pawn · d5 black pawn · c4 white pawn · d4 white pawn · f4 white bishop · c3 white knight · f3 white knight · a2 white pawn · b2 white pawn · e2 white pawn · f2 white pawn · g2 white pawn · h2 white pawn · a1 white rook · d1 white queen · e1 white king · f1 white bishop · h1 white rook | a8 black rook · b8 black knight · c8 black bishop · d8 black queen · f8 black rook · g8 black king · a7 black pawn · b7 black pawn · c7 black pawn · e7 black pawn · f7 black pawn · g7 black bishop · h7 black pawn · f6 black knight · g6 black pawn · d5 black pawn · c4 white pawn · d4 white pawn · f4 white bishop · c3 white knight · f3 white knight · a2 white pawn · b2 white pawn · e2 white pawn · f2 white pawn · g2 white pawn · h2 white pawn · a1 white rook · d1 white queen · e1 white king · f1 white bishop · h1 white rook | 5 |
| 4 | a8 black rook · b8 black knight · c8 black bishop · d8 black queen · f8 black rook · g8 black king · a7 black pawn · b7 black pawn · c7 black pawn · e7 black pawn · f7 black pawn · g7 black bishop · h7 black pawn · f6 black knight · g6 black pawn · d5 black pawn · c4 white pawn · d4 white pawn · f4 white bishop · c3 white knight · f3 white knight · a2 white pawn · b2 white pawn · e2 white pawn · f2 white pawn · g2 white pawn · h2 white pawn · a1 white rook · d1 white queen · e1 white king · f1 white bishop · h1 white rook | a8 black rook · b8 black knight · c8 black bishop · d8 black queen · f8 black rook · g8 black king · a7 black pawn · b7 black pawn · c7 black pawn · e7 black pawn · f7 black pawn · g7 black bishop · h7 black pawn · f6 black knight · g6 black pawn · d5 black pawn · c4 white pawn · d4 white pawn · f4 white bishop · c3 white knight · f3 white knight · a2 white pawn · b2 white pawn · e2 white pawn · f2 white pawn · g2 white pawn · h2 white pawn · a1 white rook · d1 white queen · e1 white king · f1 white bishop · h1 white rook | a8 black rook · b8 black knight · c8 black bishop · d8 black queen · f8 black rook · g8 black king · a7 black pawn · b7 black pawn · c7 black pawn · e7 black pawn · f7 black pawn · g7 black bishop · h7 black pawn · f6 black knight · g6 black pawn · d5 black pawn · c4 white pawn · d4 white pawn · f4 white bishop · c3 white knight · f3 white knight · a2 white pawn · b2 white pawn · e2 white pawn · f2 white pawn · g2 white pawn · h2 white pawn · a1 white rook · d1 white queen · e1 white king · f1 white bishop · h1 white rook | a8 black rook · b8 black knight · c8 black bishop · d8 black queen · f8 black rook · g8 black king · a7 black pawn · b7 black pawn · c7 black pawn · e7 black pawn · f7 black pawn · g7 black bishop · h7 black pawn · f6 black knight · g6 black pawn · d5 black pawn · c4 white pawn · d4 white pawn · f4 white bishop · c3 white knight · f3 white knight · a2 white pawn · b2 white pawn · e2 white pawn · f2 white pawn · g2 white pawn · h2 white pawn · a1 white rook · d1 white queen · e1 white king · f1 white bishop · h1 white rook | a8 black rook · b8 black knight · c8 black bishop · d8 black queen · f8 black rook · g8 black king · a7 black pawn · b7 black pawn · c7 black pawn · e7 black pawn · f7 black pawn · g7 black bishop · h7 black pawn · f6 black knight · g6 black pawn · d5 black pawn · c4 white pawn · d4 white pawn · f4 white bishop · c3 white knight · f3 white knight · a2 white pawn · b2 white pawn · e2 white pawn · f2 white pawn · g2 white pawn · h2 white pawn · a1 white rook · d1 white queen · e1 white king · f1 white bishop · h1 white rook | a8 black rook · b8 black knight · c8 black bishop · d8 black queen · f8 black rook · g8 black king · a7 black pawn · b7 black pawn · c7 black pawn · e7 black pawn · f7 black pawn · g7 black bishop · h7 black pawn · f6 black knight · g6 black pawn · d5 black pawn · c4 white pawn · d4 white pawn · f4 white bishop · c3 white knight · f3 white knight · a2 white pawn · b2 white pawn · e2 white pawn · f2 white pawn · g2 white pawn · h2 white pawn · a1 white rook · d1 white queen · e1 white king · f1 white bishop · h1 white rook | a8 black rook · b8 black knight · c8 black bishop · d8 black queen · f8 black rook · g8 black king · a7 black pawn · b7 black pawn · c7 black pawn · e7 black pawn · f7 black pawn · g7 black bishop · h7 black pawn · f6 black knight · g6 black pawn · d5 black pawn · c4 white pawn · d4 white pawn · f4 white bishop · c3 white knight · f3 white knight · a2 white pawn · b2 white pawn · e2 white pawn · f2 white pawn · g2 white pawn · h2 white pawn · a1 white rook · d1 white queen · e1 white king · f1 white bishop · h1 white rook | a8 black rook · b8 black knight · c8 black bishop · d8 black queen · f8 black rook · g8 black king · a7 black pawn · b7 black pawn · c7 black pawn · e7 black pawn · f7 black pawn · g7 black bishop · h7 black pawn · f6 black knight · g6 black pawn · d5 black pawn · c4 white pawn · d4 white pawn · f4 white bishop · c3 white knight · f3 white knight · a2 white pawn · b2 white pawn · e2 white pawn · f2 white pawn · g2 white pawn · h2 white pawn · a1 white rook · d1 white queen · e1 white king · f1 white bishop · h1 white rook | 4 |
| 3 | a8 black rook · b8 black knight · c8 black bishop · d8 black queen · f8 black rook · g8 black king · a7 black pawn · b7 black pawn · c7 black pawn · e7 black pawn · f7 black pawn · g7 black bishop · h7 black pawn · f6 black knight · g6 black pawn · d5 black pawn · c4 white pawn · d4 white pawn · f4 white bishop · c3 white knight · f3 white knight · a2 white pawn · b2 white pawn · e2 white pawn · f2 white pawn · g2 white pawn · h2 white pawn · a1 white rook · d1 white queen · e1 white king · f1 white bishop · h1 white rook | a8 black rook · b8 black knight · c8 black bishop · d8 black queen · f8 black rook · g8 black king · a7 black pawn · b7 black pawn · c7 black pawn · e7 black pawn · f7 black pawn · g7 black bishop · h7 black pawn · f6 black knight · g6 black pawn · d5 black pawn · c4 white pawn · d4 white pawn · f4 white bishop · c3 white knight · f3 white knight · a2 white pawn · b2 white pawn · e2 white pawn · f2 white pawn · g2 white pawn · h2 white pawn · a1 white rook · d1 white queen · e1 white king · f1 white bishop · h1 white rook | a8 black rook · b8 black knight · c8 black bishop · d8 black queen · f8 black rook · g8 black king · a7 black pawn · b7 black pawn · c7 black pawn · e7 black pawn · f7 black pawn · g7 black bishop · h7 black pawn · f6 black knight · g6 black pawn · d5 black pawn · c4 white pawn · d4 white pawn · f4 white bishop · c3 white knight · f3 white knight · a2 white pawn · b2 white pawn · e2 white pawn · f2 white pawn · g2 white pawn · h2 white pawn · a1 white rook · d1 white queen · e1 white king · f1 white bishop · h1 white rook | a8 black rook · b8 black knight · c8 black bishop · d8 black queen · f8 black rook · g8 black king · a7 black pawn · b7 black pawn · c7 black pawn · e7 black pawn · f7 black pawn · g7 black bishop · h7 black pawn · f6 black knight · g6 black pawn · d5 black pawn · c4 white pawn · d4 white pawn · f4 white bishop · c3 white knight · f3 white knight · a2 white pawn · b2 white pawn · e2 white pawn · f2 white pawn · g2 white pawn · h2 white pawn · a1 white rook · d1 white queen · e1 white king · f1 white bishop · h1 white rook | a8 black rook · b8 black knight · c8 black bishop · d8 black queen · f8 black rook · g8 black king · a7 black pawn · b7 black pawn · c7 black pawn · e7 black pawn · f7 black pawn · g7 black bishop · h7 black pawn · f6 black knight · g6 black pawn · d5 black pawn · c4 white pawn · d4 white pawn · f4 white bishop · c3 white knight · f3 white knight · a2 white pawn · b2 white pawn · e2 white pawn · f2 white pawn · g2 white pawn · h2 white pawn · a1 white rook · d1 white queen · e1 white king · f1 white bishop · h1 white rook | a8 black rook · b8 black knight · c8 black bishop · d8 black queen · f8 black rook · g8 black king · a7 black pawn · b7 black pawn · c7 black pawn · e7 black pawn · f7 black pawn · g7 black bishop · h7 black pawn · f6 black knight · g6 black pawn · d5 black pawn · c4 white pawn · d4 white pawn · f4 white bishop · c3 white knight · f3 white knight · a2 white pawn · b2 white pawn · e2 white pawn · f2 white pawn · g2 white pawn · h2 white pawn · a1 white rook · d1 white queen · e1 white king · f1 white bishop · h1 white rook | a8 black rook · b8 black knight · c8 black bishop · d8 black queen · f8 black rook · g8 black king · a7 black pawn · b7 black pawn · c7 black pawn · e7 black pawn · f7 black pawn · g7 black bishop · h7 black pawn · f6 black knight · g6 black pawn · d5 black pawn · c4 white pawn · d4 white pawn · f4 white bishop · c3 white knight · f3 white knight · a2 white pawn · b2 white pawn · e2 white pawn · f2 white pawn · g2 white pawn · h2 white pawn · a1 white rook · d1 white queen · e1 white king · f1 white bishop · h1 white rook | a8 black rook · b8 black knight · c8 black bishop · d8 black queen · f8 black rook · g8 black king · a7 black pawn · b7 black pawn · c7 black pawn · e7 black pawn · f7 black pawn · g7 black bishop · h7 black pawn · f6 black knight · g6 black pawn · d5 black pawn · c4 white pawn · d4 white pawn · f4 white bishop · c3 white knight · f3 white knight · a2 white pawn · b2 white pawn · e2 white pawn · f2 white pawn · g2 white pawn · h2 white pawn · a1 white rook · d1 white queen · e1 white king · f1 white bishop · h1 white rook | 3 |
| 2 | a8 black rook · b8 black knight · c8 black bishop · d8 black queen · f8 black rook · g8 black king · a7 black pawn · b7 black pawn · c7 black pawn · e7 black pawn · f7 black pawn · g7 black bishop · h7 black pawn · f6 black knight · g6 black pawn · d5 black pawn · c4 white pawn · d4 white pawn · f4 white bishop · c3 white knight · f3 white knight · a2 white pawn · b2 white pawn · e2 white pawn · f2 white pawn · g2 white pawn · h2 white pawn · a1 white rook · d1 white queen · e1 white king · f1 white bishop · h1 white rook | a8 black rook · b8 black knight · c8 black bishop · d8 black queen · f8 black rook · g8 black king · a7 black pawn · b7 black pawn · c7 black pawn · e7 black pawn · f7 black pawn · g7 black bishop · h7 black pawn · f6 black knight · g6 black pawn · d5 black pawn · c4 white pawn · d4 white pawn · f4 white bishop · c3 white knight · f3 white knight · a2 white pawn · b2 white pawn · e2 white pawn · f2 white pawn · g2 white pawn · h2 white pawn · a1 white rook · d1 white queen · e1 white king · f1 white bishop · h1 white rook | a8 black rook · b8 black knight · c8 black bishop · d8 black queen · f8 black rook · g8 black king · a7 black pawn · b7 black pawn · c7 black pawn · e7 black pawn · f7 black pawn · g7 black bishop · h7 black pawn · f6 black knight · g6 black pawn · d5 black pawn · c4 white pawn · d4 white pawn · f4 white bishop · c3 white knight · f3 white knight · a2 white pawn · b2 white pawn · e2 white pawn · f2 white pawn · g2 white pawn · h2 white pawn · a1 white rook · d1 white queen · e1 white king · f1 white bishop · h1 white rook | a8 black rook · b8 black knight · c8 black bishop · d8 black queen · f8 black rook · g8 black king · a7 black pawn · b7 black pawn · c7 black pawn · e7 black pawn · f7 black pawn · g7 black bishop · h7 black pawn · f6 black knight · g6 black pawn · d5 black pawn · c4 white pawn · d4 white pawn · f4 white bishop · c3 white knight · f3 white knight · a2 white pawn · b2 white pawn · e2 white pawn · f2 white pawn · g2 white pawn · h2 white pawn · a1 white rook · d1 white queen · e1 white king · f1 white bishop · h1 white rook | a8 black rook · b8 black knight · c8 black bishop · d8 black queen · f8 black rook · g8 black king · a7 black pawn · b7 black pawn · c7 black pawn · e7 black pawn · f7 black pawn · g7 black bishop · h7 black pawn · f6 black knight · g6 black pawn · d5 black pawn · c4 white pawn · d4 white pawn · f4 white bishop · c3 white knight · f3 white knight · a2 white pawn · b2 white pawn · e2 white pawn · f2 white pawn · g2 white pawn · h2 white pawn · a1 white rook · d1 white queen · e1 white king · f1 white bishop · h1 white rook | a8 black rook · b8 black knight · c8 black bishop · d8 black queen · f8 black rook · g8 black king · a7 black pawn · b7 black pawn · c7 black pawn · e7 black pawn · f7 black pawn · g7 black bishop · h7 black pawn · f6 black knight · g6 black pawn · d5 black pawn · c4 white pawn · d4 white pawn · f4 white bishop · c3 white knight · f3 white knight · a2 white pawn · b2 white pawn · e2 white pawn · f2 white pawn · g2 white pawn · h2 white pawn · a1 white rook · d1 white queen · e1 white king · f1 white bishop · h1 white rook | a8 black rook · b8 black knight · c8 black bishop · d8 black queen · f8 black rook · g8 black king · a7 black pawn · b7 black pawn · c7 black pawn · e7 black pawn · f7 black pawn · g7 black bishop · h7 black pawn · f6 black knight · g6 black pawn · d5 black pawn · c4 white pawn · d4 white pawn · f4 white bishop · c3 white knight · f3 white knight · a2 white pawn · b2 white pawn · e2 white pawn · f2 white pawn · g2 white pawn · h2 white pawn · a1 white rook · d1 white queen · e1 white king · f1 white bishop · h1 white rook | a8 black rook · b8 black knight · c8 black bishop · d8 black queen · f8 black rook · g8 black king · a7 black pawn · b7 black pawn · c7 black pawn · e7 black pawn · f7 black pawn · g7 black bishop · h7 black pawn · f6 black knight · g6 black pawn · d5 black pawn · c4 white pawn · d4 white pawn · f4 white bishop · c3 white knight · f3 white knight · a2 white pawn · b2 white pawn · e2 white pawn · f2 white pawn · g2 white pawn · h2 white pawn · a1 white rook · d1 white queen · e1 white king · f1 white bishop · h1 white rook | 2 |
| 1 | a8 black rook · b8 black knight · c8 black bishop · d8 black queen · f8 black rook · g8 black king · a7 black pawn · b7 black pawn · c7 black pawn · e7 black pawn · f7 black pawn · g7 black bishop · h7 black pawn · f6 black knight · g6 black pawn · d5 black pawn · c4 white pawn · d4 white pawn · f4 white bishop · c3 white knight · f3 white knight · a2 white pawn · b2 white pawn · e2 white pawn · f2 white pawn · g2 white pawn · h2 white pawn · a1 white rook · d1 white queen · e1 white king · f1 white bishop · h1 white rook | a8 black rook · b8 black knight · c8 black bishop · d8 black queen · f8 black rook · g8 black king · a7 black pawn · b7 black pawn · c7 black pawn · e7 black pawn · f7 black pawn · g7 black bishop · h7 black pawn · f6 black knight · g6 black pawn · d5 black pawn · c4 white pawn · d4 white pawn · f4 white bishop · c3 white knight · f3 white knight · a2 white pawn · b2 white pawn · e2 white pawn · f2 white pawn · g2 white pawn · h2 white pawn · a1 white rook · d1 white queen · e1 white king · f1 white bishop · h1 white rook | a8 black rook · b8 black knight · c8 black bishop · d8 black queen · f8 black rook · g8 black king · a7 black pawn · b7 black pawn · c7 black pawn · e7 black pawn · f7 black pawn · g7 black bishop · h7 black pawn · f6 black knight · g6 black pawn · d5 black pawn · c4 white pawn · d4 white pawn · f4 white bishop · c3 white knight · f3 white knight · a2 white pawn · b2 white pawn · e2 white pawn · f2 white pawn · g2 white pawn · h2 white pawn · a1 white rook · d1 white queen · e1 white king · f1 white bishop · h1 white rook | a8 black rook · b8 black knight · c8 black bishop · d8 black queen · f8 black rook · g8 black king · a7 black pawn · b7 black pawn · c7 black pawn · e7 black pawn · f7 black pawn · g7 black bishop · h7 black pawn · f6 black knight · g6 black pawn · d5 black pawn · c4 white pawn · d4 white pawn · f4 white bishop · c3 white knight · f3 white knight · a2 white pawn · b2 white pawn · e2 white pawn · f2 white pawn · g2 white pawn · h2 white pawn · a1 white rook · d1 white queen · e1 white king · f1 white bishop · h1 white rook | a8 black rook · b8 black knight · c8 black bishop · d8 black queen · f8 black rook · g8 black king · a7 black pawn · b7 black pawn · c7 black pawn · e7 black pawn · f7 black pawn · g7 black bishop · h7 black pawn · f6 black knight · g6 black pawn · d5 black pawn · c4 white pawn · d4 white pawn · f4 white bishop · c3 white knight · f3 white knight · a2 white pawn · b2 white pawn · e2 white pawn · f2 white pawn · g2 white pawn · h2 white pawn · a1 white rook · d1 white queen · e1 white king · f1 white bishop · h1 white rook | a8 black rook · b8 black knight · c8 black bishop · d8 black queen · f8 black rook · g8 black king · a7 black pawn · b7 black pawn · c7 black pawn · e7 black pawn · f7 black pawn · g7 black bishop · h7 black pawn · f6 black knight · g6 black pawn · d5 black pawn · c4 white pawn · d4 white pawn · f4 white bishop · c3 white knight · f3 white knight · a2 white pawn · b2 white pawn · e2 white pawn · f2 white pawn · g2 white pawn · h2 white pawn · a1 white rook · d1 white queen · e1 white king · f1 white bishop · h1 white rook | a8 black rook · b8 black knight · c8 black bishop · d8 black queen · f8 black rook · g8 black king · a7 black pawn · b7 black pawn · c7 black pawn · e7 black pawn · f7 black pawn · g7 black bishop · h7 black pawn · f6 black knight · g6 black pawn · d5 black pawn · c4 white pawn · d4 white pawn · f4 white bishop · c3 white knight · f3 white knight · a2 white pawn · b2 white pawn · e2 white pawn · f2 white pawn · g2 white pawn · h2 white pawn · a1 white rook · d1 white queen · e1 white king · f1 white bishop · h1 white rook | a8 black rook · b8 black knight · c8 black bishop · d8 black queen · f8 black rook · g8 black king · a7 black pawn · b7 black pawn · c7 black pawn · e7 black pawn · f7 black pawn · g7 black bishop · h7 black pawn · f6 black knight · g6 black pawn · d5 black pawn · c4 white pawn · d4 white pawn · f4 white bishop · c3 white knight · f3 white knight · a2 white pawn · b2 white pawn · e2 white pawn · f2 white pawn · g2 white pawn · h2 white pawn · a1 white rook · d1 white queen · e1 white king · f1 white bishop · h1 white rook | 1 |
|   | a | b | c | d | e | f | g | h |   |

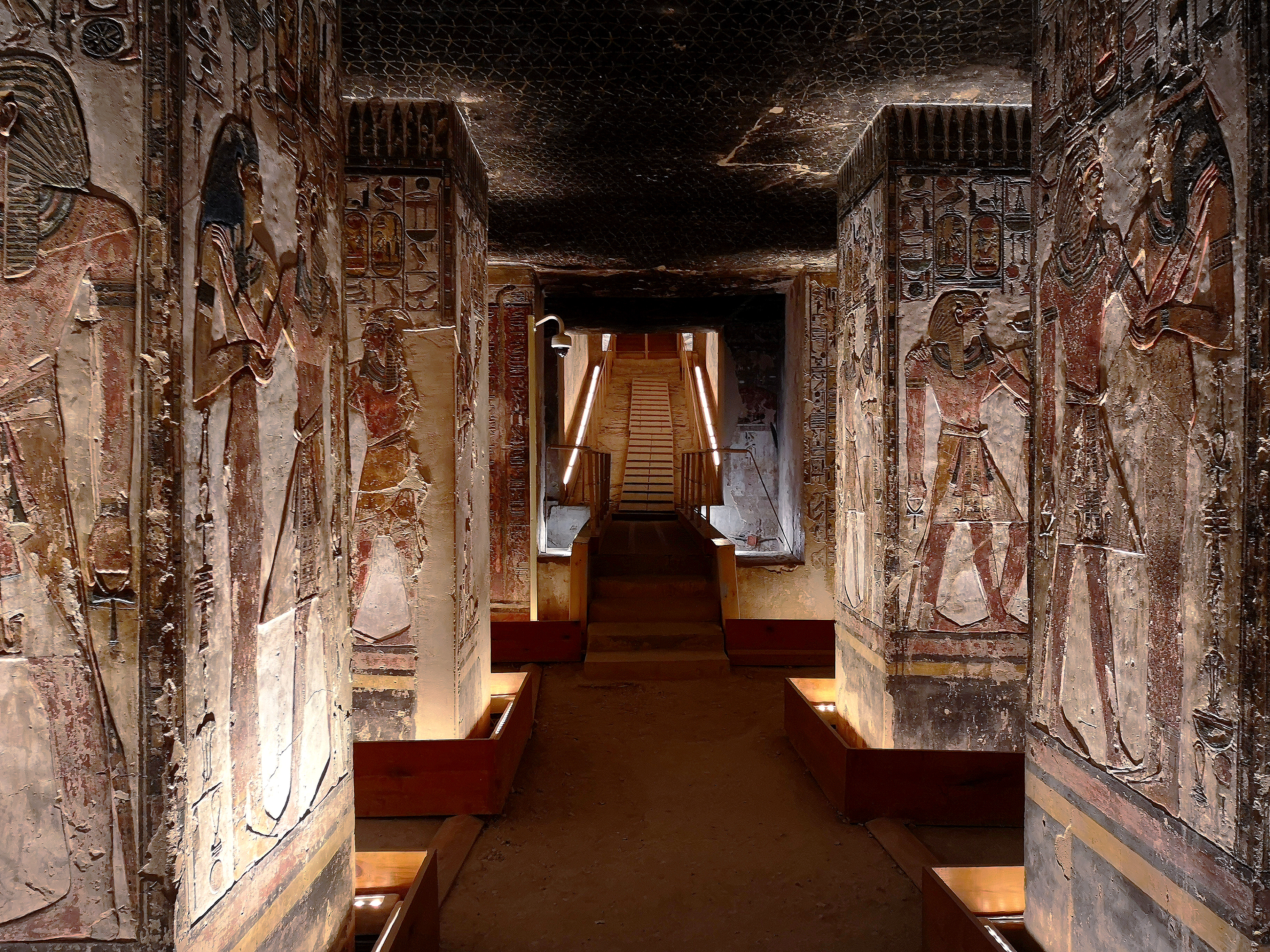
1817: Este descoperit mormântul faraonului Seti I.

- 0690: Împărăteasa Wu Zetian înființează Dinastia Zhou din China.[1]
- 1346: Bătălia de la Neville's Cross: Regele David al II-lea al Scoției este capturat de Eduard al III-lea al Angliei în apropiere de Durham și închis în Turnul Londrei timp de 11 ani.
- 1448: O armată maghiară condusă de Iancu de Hunedoara a atacat fără succes armata otomană condusă de sultanul Murad al II-lea în a doua bătălie de la Kosovo Polje.
- 1604: Astronomul german Johannes Kepler a observat în constelația Ophiuchus Supernova din 1604 ("Steaua lui Kepler"). El a publicat mai târziu concluziile sale în cartea De Stella nova in pede Serpentarii.
- 1610: Încoronarea regelui Ludovic al XIII-lea al Franței la Reims. Mama sa, Maria de Medici preia regența în numele copilului de nouă ani.
- 1662: Charles al II-lea al Angliei a vândut orașul Dunkerque Franței pentru 40 000 de lire.
- 1713: Marele Război Nordic: Rusia a învins Suedia în bătălia de la Kostianvirta.[2]
- 1771: La Milano are loc premiera operei Ascanio in Alba a compozitorului în vârstă de 15 ani Wolfgang Amadeus Mozart. Opera a fost comandată de împărăteasa Maria Tereza pentru nunta fiului ei, arhiducele Ferdinand Karl, cu Maria Beatrice d'Este.[3]
- 1777: Bătălia de la Saratoga: Trupele americane, comandate de generalul Gates, le-au învins pe cele britanice conduse de generalul Burgoyne.
- 1806: Fostul lider al revoluției din Haiti, împăratul Jacques I al Haiti, este asasinat după o domnie opresivă.
- 1817: Este descoperit mormântul faraonului Seti I.[4]
- 1878: În România este acreditat primul ambasador străin, în persoana contelui László Hoyos-Sprinzenstein, reprezentantul Austro-Ungariei.
- 1905: Proclamația din octombrie emisă de Țarul Nicolae al II-lea al Rusiei.
- 1912: Bulgaria, Grecia și Serbia declară război Imperiului Otoman în Primul Război Balcanic.
- 1931: Al Capone a fost condamnat pentru evaziune fiscală și închis pentru 11 ani.
- 1933: În urma preluării puterii de către naziști în Germania, Albert Einstein s-a refugiat în Statele Unite ale Americii.
- 1956: În jocul secolului la șah, viitorul campion mondial în vârstă de 13 ani, Bobby Fischer, îl învinge pe Donald Byrne în runda a opta a turneului memorial Rosenwald de la New York.[5]
- 1957: Scriitorul francez Albert Camus primește Premiul Nobel pentru Literatură.
- 1973: OPEC emite embargoul; anunță decizia de a opri exportul de petrol spre Statele Unite și alte națiuni care ofereau ajutor militar Israelului în cadrul Războiului Yom Kippur din octombrie 1973.
- 1979: Maica Tereza primește Premiul Nobel pentru Pace datorită acțiunilor de sprijinire a săracilor din Calcutta, India.
- 1989: Un violent cutremur de 7.1 pe scara Richter lovește San Francisco.
- 2009: Pentru a atrage atenția asupra problemelor țării sale cu creșterea nivelului mării ca urmare a încălzirii globale, președintele Maldivelor, Mohamed Nasheed, organizează o ședință de cabinet organizată sub apă pe fundul mării, care atrage atenția presei.

## Nașteri
- 1577: Cristofano Allori, pictor italian (d. 1621)
- 1666: Johann Wilhelm al III-lea, Duce de Saxa-Eisenach (d. 1729)
- 1696: August al III-lea al Poloniei (d. 1763)
- 1810: Adolphe-Félix Cals, pictor francez (d. 1880)
- 1813: Georg Büchner, scriitor german (d. 1837)
- 1819: Frederic Wilhelm, Mare Duce de Mecklenburg (d. 1904)
- 1853: Marea Ducesă Maria Alexandrovna a Rusiei, mama reginei Maria a României (d. 1920)

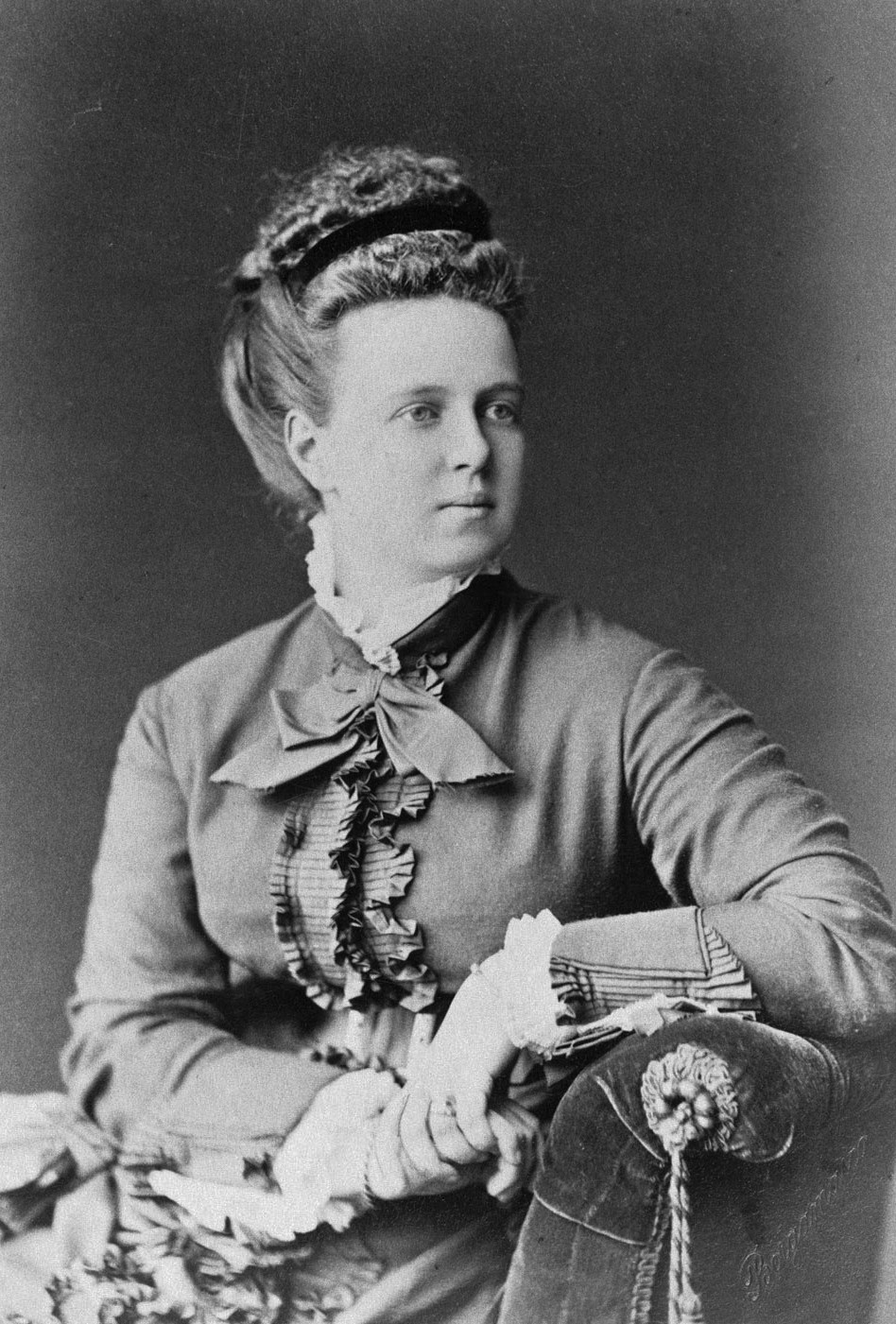
Marea Ducesă Maria Alexandrovna a Rusiei, mama reginei Maria a României
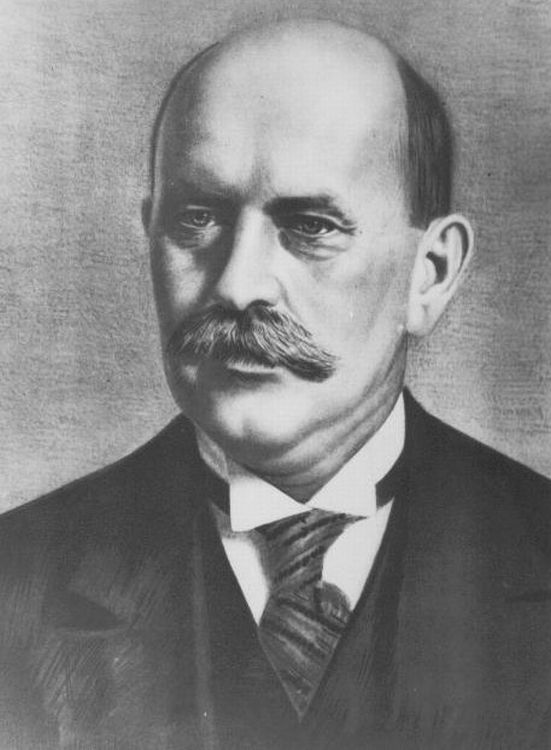
Gheorghe Țițeica, matematician român
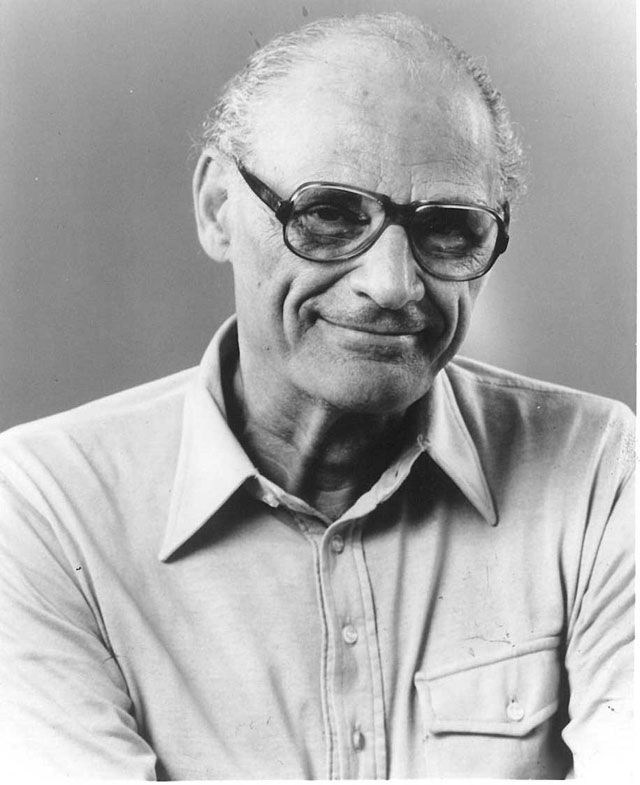
Arthur Miller, scriitor american

- 1870: Adelgunde de Bavaria, prințesă de Bavaria (d. 1958)
- 1873: Gheorghe Țițeica, matematician român (d. 1939)
- 1897: Ștefana Velisar Teodoreanu, romancieră, poetă și traducătoare română, soția scriitorului Ionel Teodoreanu (d. 1995)
- 1900: Jean Arthur, actriță americană (d. 1991)
- 1904: Dinu Bădescu, tenor român (d. 1980)
- 1905: Alexandru Dima, critic și istoric literar român (d. 1979)
- 1912: Papa Ioan Paul I (d. 1978)
- 1915: Arthur Miller, scriitor american (d. 2005)
- 1918: Rita Hayworth, actriță americană (d. 1987)
- 1920: Montgomery Clift, actor american de film (d. 1966)
- 1931: José Alencar, politician brazilian (d. 2011)
- 1933: William Anders, astronaut american
- 1935: Maria Vicol, scrimeră română specializată pe floretă (d. 2015)
- 1936: Hazem Al Beblawi, prim-ministru al Egiptului în perioada 2013-2014
- 1942: Dumitru Puzdrea, politician român

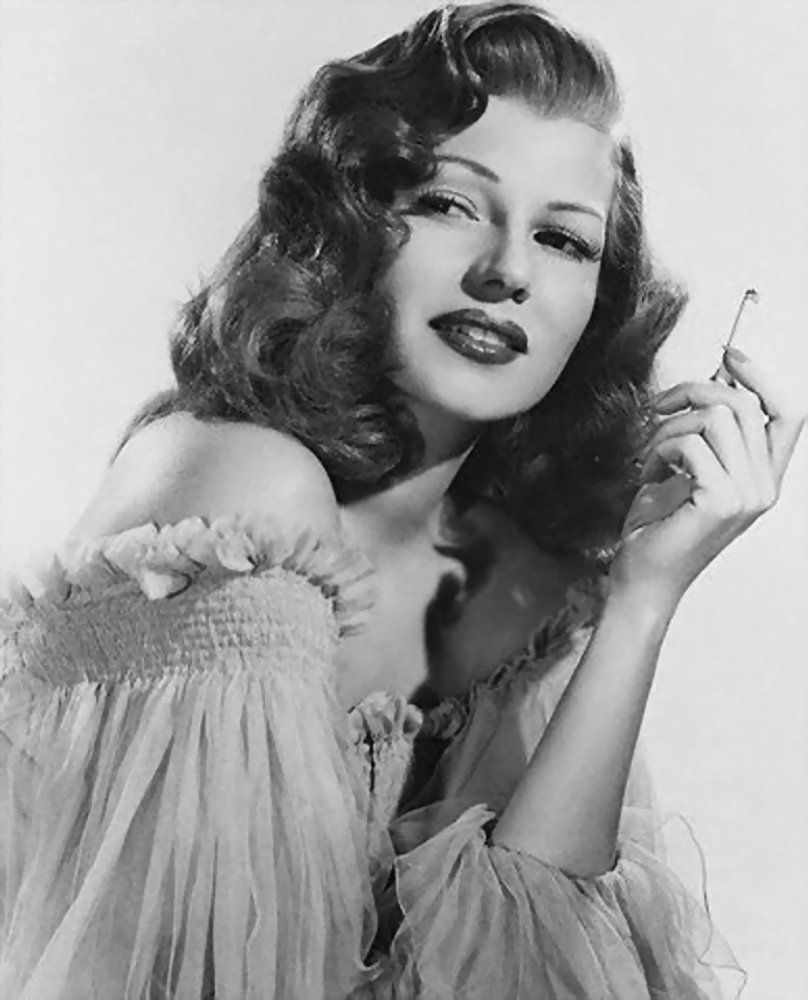
Rita Hayworth, actriță americană
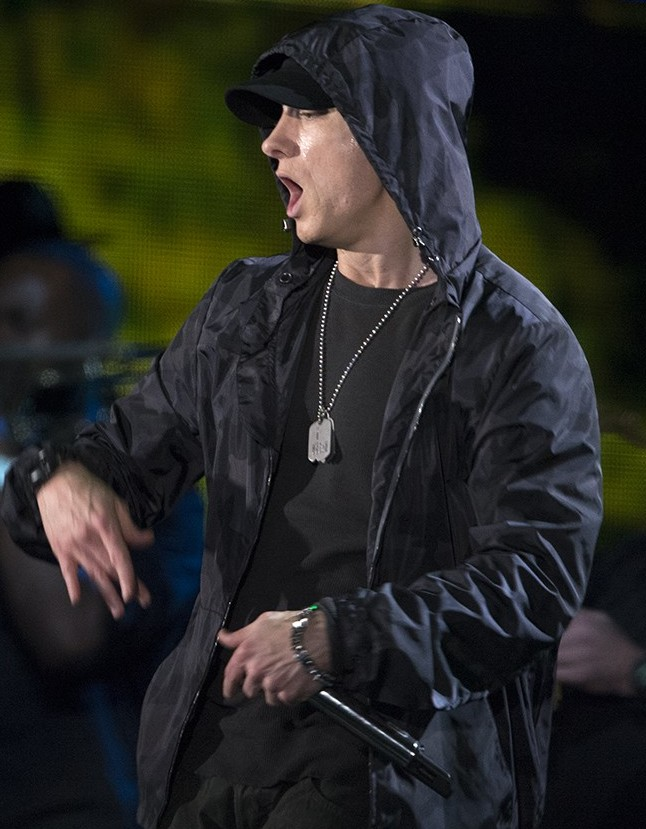
Eminem, rapper american
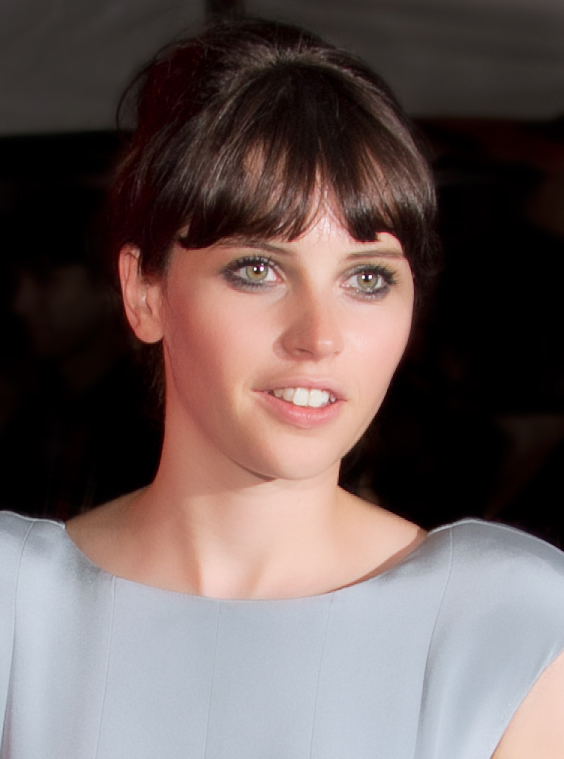
Felicity Jones, actriță britanică

- 1946: Adam Michnik, scriitor polonez
- 1946: Drusilla Modjeska, scriitoare australiană
- 1948: George Wendt, actor american de film și televiziune
- 1951: Prabowo Subianto, politician, om de afaceri și general cu patru stele în rezervă, președinte al Indoneziei
- 1959: Norm Macdonald, comediant, scriitor și actor canadian cunoscut pentru stilul său de umor sec (d. 2021)
- 1966: Donatus, Landgraf de Hesse
- 1972: Eminem (n. Marshall Bruce Mathers III), rapper, artist, cantautor și actor american
- 1976: Sebastián Abreu, fotbalist uruguayan
- 1976: Tataee (Vlad Irimia), rapper și producător muzical român (B.U.G. Mafia)
- 1979: Kimi Räikkönen, pilot auto finlandez
- 1983: Felicity Jones, actriță britanică
- 1986: Simon Harris, politician irlandez
- 1990: Marius Copil, jucător român de tenis
- 1992: Louise Burgaard, handbalistă daneză
- 2001: Olav Kooij, ciclist neerlandez

## Decese
- 0532: Papa Bonifaciu al II-lea
- 1587: Francesco I de' Medici, Mare Duce de Toscana (n. 1541)
- 1841: Amalie Zephyrine de Salm-Kyrburg, străbunica regelui Carol I al României (n. 1760)
- 1849: Frédéric Chopin, muzician și compozitor polonezo-francez (n. 1810)

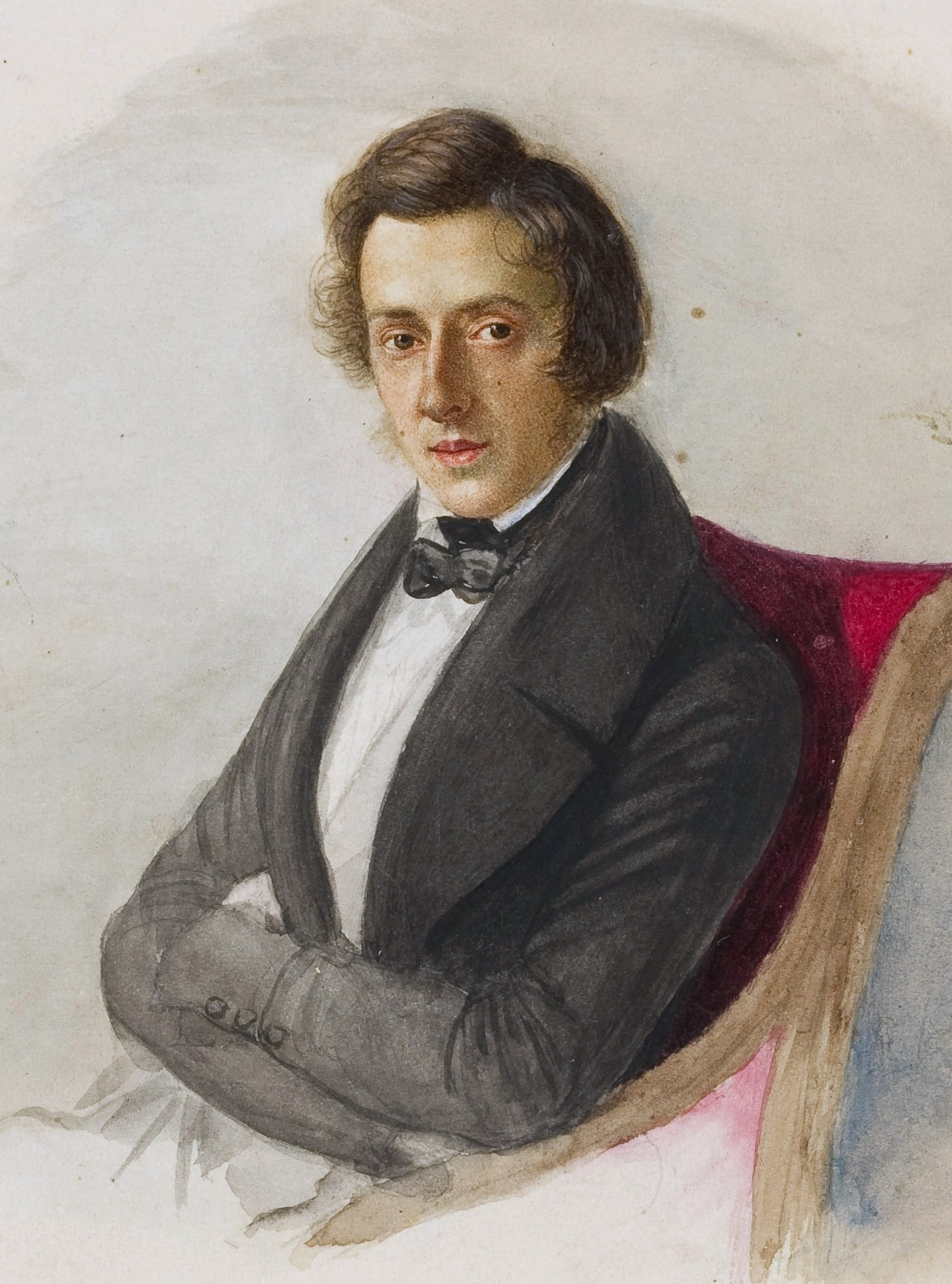
Frédéric Chopin, muzician și compozitor polonezo-francez
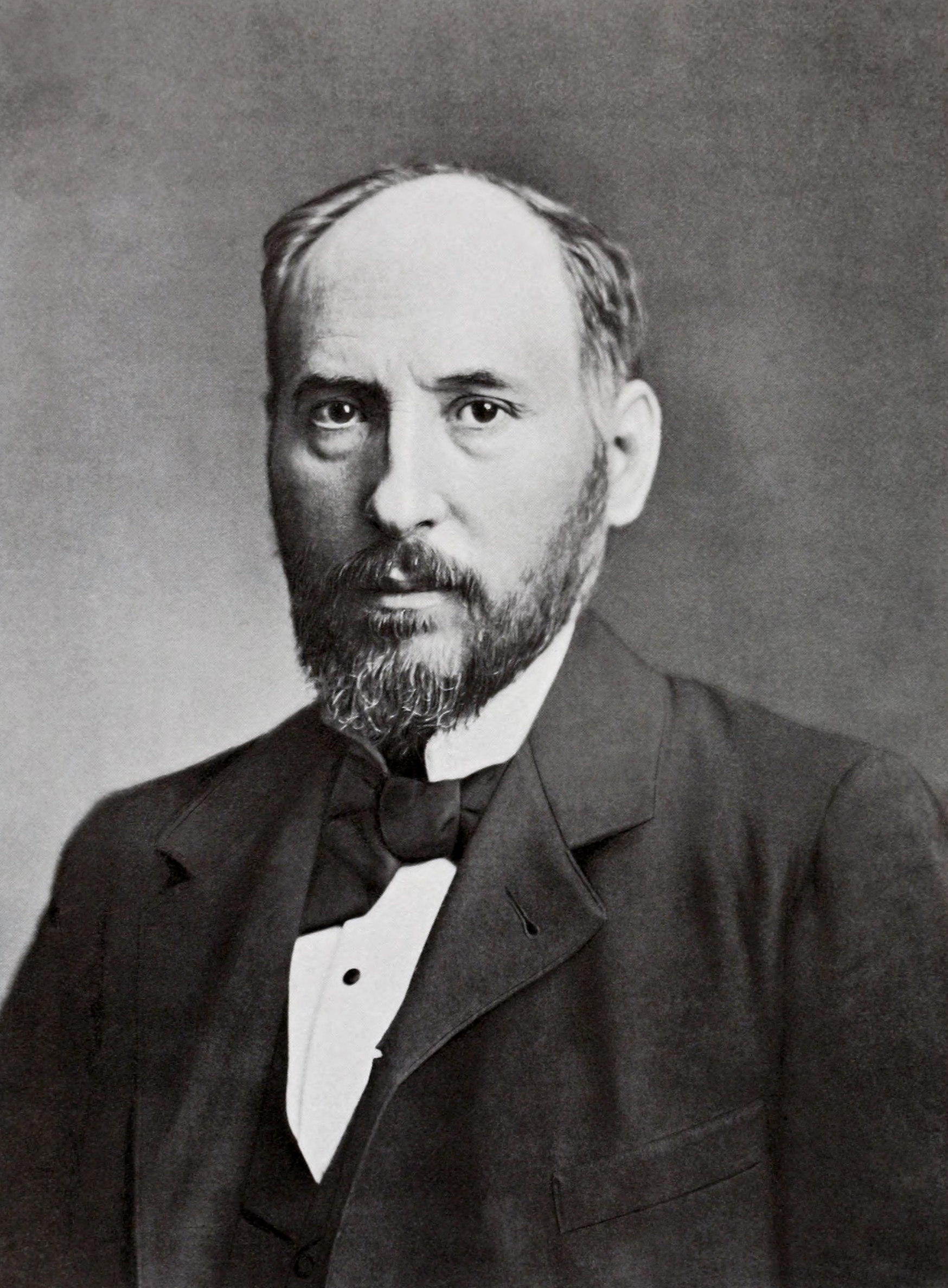
Santiago Ramón y Cajal, doctor spaniol, laureat Nobel
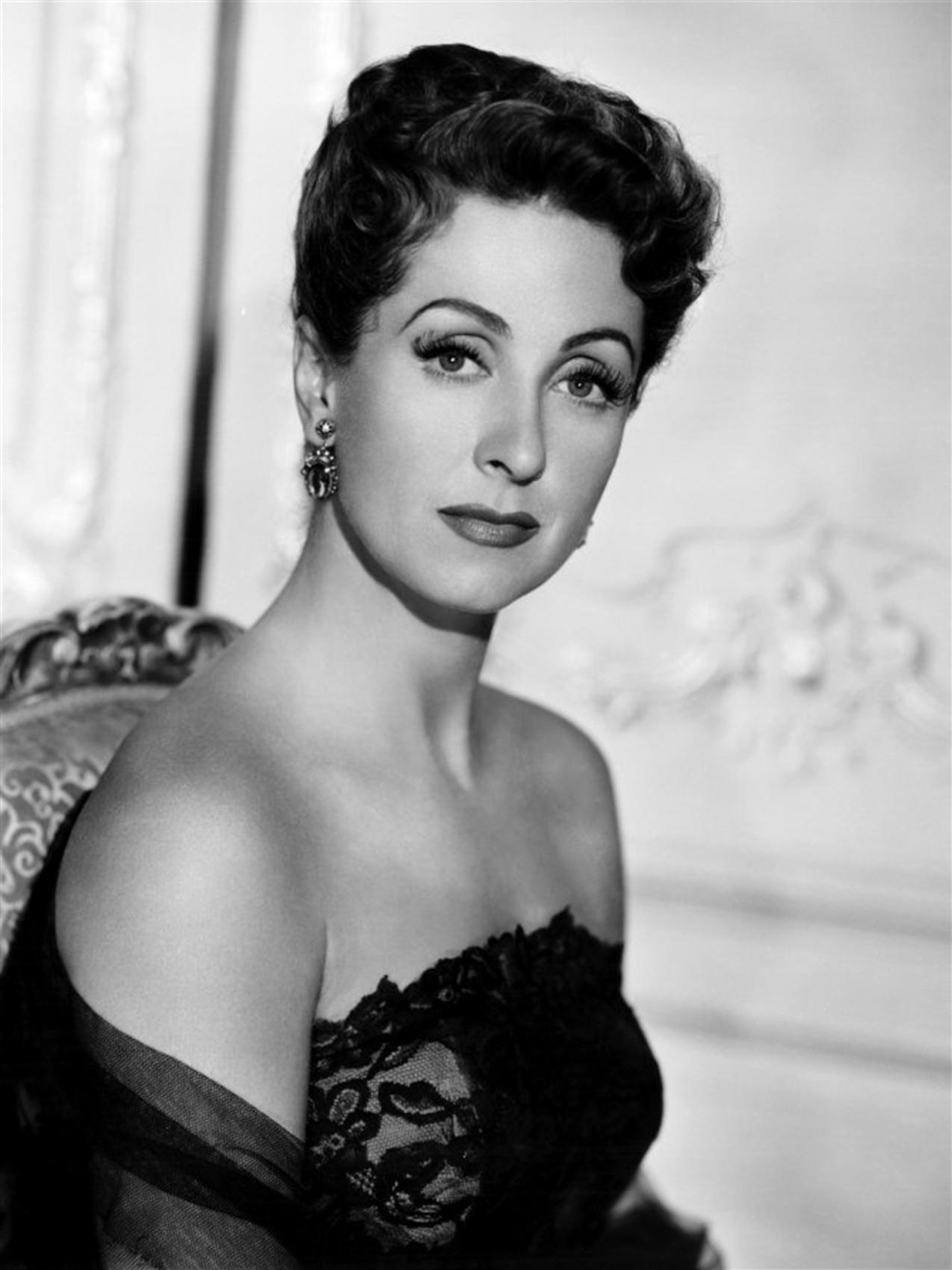
Danielle Darrieux, actriță franceză

- 1887: Gustav Robert Kirchhoff, fizician german (n. 1824)
- 1893: Patrice de Mac-Mahon, politician francez, președinte al Franței (n. 1808)
- 1904: Ștefan Petică, poet român (n. 1877)
- 1930: Albert Joseph Pénot, pictor francez (n. 1862)
- 1934: Santiago Ramón y Cajal, histologist și doctor spaniol, laureat Nobel (n. 1852)
- 1950: Gordon Wiles, director artistic și regizor american de film (n. 1904)
- 1957: Ralph Benatzky, compozitor austriac (Im weißen Rößl) (n. 1884)
- 1963: Jacques Hadamard, matematician francez (n. 1865)
- 1964: Pierre Brissaud, pictor francez (n. 1885)
- 1967: Pu Yi, ultimul împărat al Chinei (n. 1906)
- 1976: Franz Altheim, istoric și filolog german, membru de onoare al Academiei Române (n. 1898)
- 1983: Raymond Aron, filosof, sociolog și politolog francez (n. 1905)
- 1988: Anthony A. Hoekema, teolog american născut în Țările de Jos (n. 1913)
- 1999: Gheorghe Ionescu Gion, cântăreț român (n. 1909)
- 2008: Gheorghe Pavelescu, etnolog și folclorist român (n. 1915)
- 2012: Sylvia Kristel, actriță olandeză (n. 1952)
- 2015: Liviu Radu, scriitor român de science-fiction (d. 1948)
- 2017: Danielle Darrieux, actriță franceză (n. 1917)
- 2020: Radu Călin Cristea, critic literar, scriitor, eseist și jurnalist român (n. 1955)

## Sărbători
- Ziua Internațională pentru eradicarea sărăciei
- calendarul romano-catolic: Ignațiu de Antiohia